# Zyklischer Sprachwandel
Zyklischer Sprachwandel ist eine Theorie aus der Historischen Linguistik. Sie wurde 1891 von dem Sprachforscher Hans Georg Conon von der Gabelentz aufgestellt.
Das Modell geht davon aus, dass die einzelnen menschlichen Sprachen in ihrer Entwicklung unter dem Gesichtspunkt der Grammatik und der Wortstruktur fortwährend einen Zyklus durchlaufen. Ob das Modell tatsächlich zutrifft, ist unklar, da die zugrundeliegenden Zeiträume länger sind, als die Aufzeichnungen über Sprachen zurückreichen. Insgesamt ist der Sprachwandel sicher komplizierter als das Modell, da andere Effekte wie Kontakte mit anderen Sprachen es überlagern.
Diese Entwicklung umschreibt grundsätzlich die Syntax einer Sprache. Nach der Theorie entwickeln sich agglutinierende Sprachen zu flektierenden/fusionalen Sprachen (Sprachtypologie), diese wiederum entwickeln sich in isolierende Sprachen, und diese letztlich wandeln sich in agglutinierende Sprachen; dadurch wird ein Kreislauf geschlossen. Anhand von Vergleichen der Entwicklung diverser Sprachen der Menschheit ist dieses Modell untermauerbar; jedoch konnte aufgrund der sehr langen Zeiträume der Entwicklung noch kein vollständiger Zyklus beobachtet werden.
Der Zyklus entsteht dadurch, dass jeder Mensch seine Muttersprache nur unvollständig aufnimmt und sie weiterentwickelt. Dabei bildet er eigene Regeln. Die Veränderungen können weitergegeben werden. Sie geschehen normalerweise in einer bestimmten Richtung. Es herrscht der Drang zur Verkürzung, zur Vereinfachung, der in Widerspruch steht zum Drang zur Verständlichmachung.
In knapper Form entwickelt von der Gabelentz (1901: 255ff.) diese Ideen unter der Überschrift „Der Spirallauf der Sprachgeschichte, die Agglutinationstheorie“.

## Entwicklungsstufen

### Agglutinierende Spracheninflektierende Sprachen
Agglutinierende Sprachen verdeutlichen Sinnzusammenhänge durch das Anbringen von Morphemen, in der Regel Suffixen, an den einzelnen Wörtern eines Satzes. Dadurch können Wörter häufig aus einer sehr langen Reihe von Suffixen bestehen.
Sprecher dieses Sprachtyps tendieren nun dazu, die langen Morphemfolgen zu komprimieren. Suffixe werden zusammengefasst, und durch Lautwandel kann auch der Wortstamm mit den Suffixen reagieren.
Schließlich hätte die Sprache einen flektierenden Sprachbau erhalten. Dieser Wandel müsste demnach z. B. im Finnischen oder Türkischen erfolgen und ist im Finnischen auch deutlich feststellbar.

### Flektierende Spracheninisolierende Sprachen
Flektierende Sprachen drücken grammatische Zusammenhänge durch (starke) Flexion und einige Suffixe aus.
Man tendiert nun dazu, die Flexion immer weiter abzubauen, und schließlich sehr stark zu reduzieren. Um den so entstehenden Mangel an sprachlicher Genauigkeit auszugleichen, werden zum einen viele Partikel, wie Präpositionen eingeführt, siehe Analytischer Sprachbau, zum anderen gewinnt aber auch die Wortstellung eine größere Bedeutung, da die grammatischen Zusammenhänge nicht mehr an den Satzbausteinen selbst erkennbar sind.
So hat sich das Englische aus einer ursprünglich flektierenden Sprache bis heute weitgehend in eine isolierende Sprache gewandelt. Während die Wortstellung im Germanischen mit seiner ausgeprägten Flexion sehr frei war, kennzeichnet das heutige Englisch eine in den meisten Fällen strikte Wortfolge Subjekt-Prädikat-Objekt. In anderen europäischen Sprachen sind ähnliche Entwicklungen festzustellen. Auch im Latein kam es einst zu einem Kasusschwund.

### Isolierende SpracheninAgglutinierende Sprachen
Isolierende Sprachen drücken grammatische Zusammenhänge durch Bindewörter und die Wortstellung aus.
Mit der Zeit beginnen die Sprecher dann, die einzelnen Nomen und Verben und ihre Hilfswörter aneinanderzufügen und schließlich als einzige Wörter zu verwenden. Es entstehen beispielsweise Verben mit einer langen Reihung von Suffixen, welche Person, Tempus u. Ä. andeuten.
Ein derartiger Prozess ist im Chinesischen beobachtbar. So gibt es beispielsweise einige Nominalsuffixe.

## Beispiele

### Wandel von analytischer zur synthetischen Struktur
Sekundäre Lokalkasus im Litauischen:
- Adessiv, entstanden aus dem Lokativ + Postposition *pie (tėviepi beim Vater)
- Allativ, entstanden aus dem Genitiv + Postposition *pie (tėvopi zum Vater)